# David Gross (productor)
David Gross es un productor de cine canadiense que ha ejercido como miembro clave en la empresa No Trace Camping, y como presidente de David Gross Productions Inc., con sede en Ontario.
Gross es de Toronto, y se graduó en el American Film Institute en 2007.  Con Jesse Shapira encontró el libro Goon: The True Story of an Unlikely Journey Into a Minor Hockey League y vislumbró una adaptación cinematográfica, Shapira, Gross y los socios de No Trace Camping coprodujeron la película de 2011 Goon.
David Gross Productions Inc. coprodujo posteriormente The F Word (2013) y Room (2015). Gross abogó por mantener el título The F Word para su estreno en Canadá, aunque la Motion Picture Association of America encontró problemas con él. 
Con Room, Gross convenció a sus coproductores irlandeses para rodar en Canadá en lugar de en Estados Unidos, alegando que en Canadá podrían tener un calendario más largo y más dinero. Aceptó el Canadian Screen Award a la Mejor Película por Room en 2016..